# Umbrina

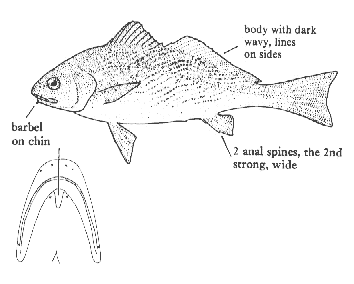
Umbrina roncador

Umbrina és un gènere de peixos de la família dels esciènids i de l'ordre dels perciformes.

## Morfologia
- Tenen el cos una mica comprimit i el dors alt.
- Cap baix, ample i cònic.
- Boca horitzontal i per sota del musell sortint.
- Mentó amb una barbeta curta, gruixuda i rígida.
- Dents en bandes a cada mandíbula.
- La primera aleta dorsal és curta, la segona dorsal té la base llarga i l'anal és petita.[2]

## Distribució geogràfica
Es troba a les aigües tropicals i temperades de l'Atlàntic, la Mediterrània, l'Índic occidental i el Pacífic oriental.

## Taxonomia
- Umbrina analis (Günther, 1868)[3]
- Umbrina broussonnetii (Cuvier, 1830)[4]
- Umbrina bussingi (López S., 1980)[5][6]
- Corball de fang (Umbrina canariensis) (Valenciennes, 1843)[7]
- Umbrina canosai (Berg, 1895)[8]
- Corball de sorra (Umbrina cirrosa) (Linnaeus, 1758)[9]
- Umbrina coroides (Cuvier, 1830)[4]
- Umbrina dorsalis (Gill, 1862)[10]
- Umbrina galapagorum (Steindachner, 1878)[11]
- Umbrina imberbis (Günther, 1873)[12]
- Umbrina milliae (Miller, 1971)[13]
- Umbrina reedi (Günther, 1880)[14]
- Umbrina roncador (Jordan & Gilbert, 1882)[15]
- Corball fosc (Umbrina ronchus) (Valenciennes, 1843)[7]
- Umbrina steindachneri (Cadenat, 1951)[16]
- Umbrina wintersteeni (Walker & Radford, 1992)[17]
- Umbrina xanti (Gill, 1862)[10][18][19][20][21][22][23]